# Cyperus compactus
Cyperus compactus är en halvgräsart som beskrevs av Anders Jahan Retzius. Cyperus compactus ingår i släktet papyrusar, och familjen halvgräs. IUCN kategoriserar arten globalt som livskraftig. Inga underarter finns listade i Catalogue of Life.